# Józef Joachim Góral
Józef Joachim Góral (ur. 3 września 1873 w Królewskiej Wsi, zm. 14 maja 1959 w Kurytybie, Brazylia) – działacz emigracyjny, publicysta, filolog, ksiądz, misjonarz.
W 1911 roku osiadł w Brazylii. W latach 1921–1951 był proboszczem w kilku parafiach w stanie Parana. W roku 1920 założył tygodnik „Lud”. Jest autorem m.in. prac filologicznych: „Rozmówek portugalskich” (1928), „Słownika portugalsko-polskiego”, „Słownika polsko-portugalskiego” (3 tomy, 1927–1930), „Gramatyki języka portugalskiego” (1931), „Gramatyki elementarna da langua polonesa” (1953), a także podręczników szkolnych i katechizmu.